# Wilde Eierbirne
Die Wilde Eierbirne ist eine Sorte der Birne (Pyrus communis). Die Sorte wurde 2008 zur Streuobstsorte des Jahres in Baden-Württemberg gewählt. Die Sorte wurde im Jahr 1854 von Eduard Lucas zum ersten Mal beschrieben. Sie ist insbesondere in Baden-Württemberg und dort vor allem im Stuttgarter Raum verbreitet.

## Beschreibung
Die 'Wilde Eierbirne' bildet mittelgroße Bäume mit kugelförmiger Krone. Sie blüht mittelfrüh. Die Sorte ist robust, wenig krankheitsanfällig und wenig anspruchsvoll an Boden und Klima. Dabei bringt sie hohe Erträge.
Kennzeichnend sind unter anderem steil aufragende Äste mit kurzem, dicken Fruchtholz und wildlederartige Blütenknospen.
Die Früchte sind mittelgroß, länglich-eiförmig und haben eine grünlich-gelbe Grundfärbung. Auf der Sonnenseite ist die Frucht leicht gerötet. Die Kelchblätter sind abstehend und nicht miteinander verwachsen. Um den Kelch ist die Frucht meist berostet. Die Früchte reifen Ende September bis Anfang Oktober, sind nur wenige Wochen haltbar und werden schnell teigig.

## Verwendung
Die Wilde Eierbirne hat einen hohen Zuckergehalt und wird vorwiegend als Dörr- und Mostbirne verwendet.